# Kimmy Granger
Kimmy Granger (San Diego, California; 18 de mayo de 1995) es una actriz pornográfica estadounidense.

## Biografía
Granger nació en mayo de 1995 en la ciudad de San Diego, en el estado de California. Siendo joven, sus padres se divorciaron. Su madre fue en su juventud estríper y modelo erótica en revistas para adultos.
A los 18 años, comenzó a trabajar como camarera en un restaurante, pasando después a bartender. Fue por la intermediación de un amigo por lo que empezó a interesarse por la industria del entretenimiento para adultos, llegando a trabajar como estríper en varios clubs del sur de California.
En 2015, con 20 años de edad, decidió debutar en el cine porno. Como actriz ha trabajado para estudios como Vixen, Jules Jordan Video, Evil Angel, Mofos, Digital Sin, Girlfriends Films, New Sensations o Penthouse.
El apellido de su nombre artístico es un homenaje al personaje de Hermione Granger de la saga Harry Potter.
En 2017 fue nominada en los Premios AVN y XBIZ en la categoría de Mejor actriz revelación. Recibió, además, una nominación en los AVN en la categoría de Mejor escena de sexo chico/chica por Don’t Break Me junto a J-Mac.
Ha grabado más de 490 películas como actriz.
Algunas películas de su filmografía son A Soft Touch 3, Come Inside Me 2, Exxxtra Small Chicks Fucking Huge Dicks 16, Fantasy Solos 16, Innocence of Youth 9, Manuel Ferrara's Ripe, Naughty Nieces 2, Step Sibling Coercion, Super Cute 5, Swingers Getaway, Three Of Us 4 o Young Tight Sluts 3.

## Premios y nominaciones
| Año  | Ceremonia    | Resultado | Premio                                                       | Trabajo                              |
| ---- | ------------ | --------- | ------------------------------------------------------------ | ------------------------------------ |
| 2016 | Premios AVN  | Nominada  | Premio fan: Debutante más caliente                           | —                                    |
| 2017 | Premios AVN  | Nominada  | Mejor actriz revelación                                      | —                                    |
| 2017 | Premios AVN  | Nominada  | Mejor escena de sexo chico/chica                             | Don’t Break Me                       |
| 2017 | Premios AVN  | Nominada  | Mejor escena de trío M-H-M                                   | Swingers Getaway                     |
| 2017 | Premios AVN  | Nominada  | Premio fan: Estrella mediática                               | —                                    |
| 2017 | Premios XBIZ | Nominada  | Mejor actriz revelación                                      | —                                    |
| 2018 | Premios AVN  | Nominada  | Mejor escena de sexo en grupo                                | Power Bangers: A Brazzers XXX Parody |
| 2018 | Premios AVN  | Nominada  | Mejor escena de sexo lésbico en grupo                        | Best Friends or Lesbians?            |
| 2018 | Premios AVN  | Nominada  | Mejor escena de sexo lésbico en grupo                        | The Faces of Alice                   |
| 2018 | Premios AVN  | Nominada  | Mejor escena de sexo chico/chica                             | Kimmy Gets Fucked and Abused         |
| 2018 | Premios AVN  | Nominada  | Premio fan: Artista femenina favorita                        | —                                    |
| 2018 | Premios AVN  | Nominada  | Premio fan: Estrella mediática                               | —                                    |
| 2019 | Premios AVN  | Nominada  | Mejor actriz                                                 | Poon Raider: A DP XXX Parody         |
| 2019 | Premios AVN  | Nominada  | Mejor escena de sexo lésbico                                 | Skinny Dipping                       |
| 2019 | Premios AVN  | Nominada  | Mejor escena de sexo en realidad virtual                     | Grangerous Liaisons                  |
| 2019 | Premios AVN  | Nominada  | Premio fan: Artista femenina favorita                        | —                                    |
| 2019 | Premios AVN  | Nominada  | Premio fan: Estrella mediática                               | —                                    |
| 2020 | Premios AVN  | Nominada  | Mejor escena de sexo en grupo                                | Twerk Class in Session               |
| 2020 | Premios AVN  | Nominada  | Mejor escena de sexo lésbico en grupo                        | Wash and Dry Her                     |
| 2020 | Premios AVN  | Nominada  | Mejor escena de sexo de chico/chica en producción extranjera | Uninvited                            |
| 2020 | Premios AVN  | Nominada  | Mejor escena de trío M-H-M                                   | Backhanded 3                         |
| 2021 | Premios AVN  | Nominada  | Mejor actriz                                                 | Vacation in Purgatory                |
| 2021 | Premios AVN  | Nominada  | Mejor escena de sexo chico/chica                             | Vacation in Purgatory                |
| 2021 | Premios XBIZ | Nominada  | Mejor escena de sexo en película protagonista                | Vacation in Purgatory                |
| 2023 | Premios AVN  | Nominada  | Mejor escena de trío M-H-M                                   | Be Grateful                          |
| 2025 | Premios AVN  | Nominada  | Mejor actriz de reparto                                      | Gold Diggers                         |
| 2025 | Premios AVN  | Nominada  | Mejor escena de sexo chico/chica                             | Let Me Be Your Fuck Toy!             |
| 2025 | Premios AVN  | Ganadora  | Mejor escena de trío                                         | Gold Diggers                         |
| 2025 | Premios XMA  | Nominada  | Mejor actuación de reparto                                   | Gold Diggers                         |
| 2025 | Premios XMA  | Nominada  | Mejor escena de sexo en película                             | Gold Diggers                         |
| 2025 | Premios XMA  | Nominada  | Mejor escena de sexo en película vignette                    | Phantasia                            |